# 景田駅
景田駅（けいでん-えき）は深圳市福田区に位置する蛇口線・梅林線の駅。

## 駅構造
- 単式ホーム2面2線（蛇口線）と島式ホーム1面2線（梅林線）を有する地下駅。ホームドアを設置。

| 蛇口線ホーム (B2F)    | 単式ホーム        |
| 蛇口線ホーム (B2F)    | ←■蛇口線 赤湾方面 |
| 蛇口線ホーム (B2F)    | ■蛇口線 新秀方面→ |
| 蛇口線ホーム (B2F)    | 単式ホーム        |
| 梅林線ホーム (B3F)    |                   |
| ←■梅林線 紅樹湾南方面 |                   |
| 島式ホーム            |                   |
| ■梅林線 文錦方面→     |                   |

## 歴史
- 2011年6月28日 - 開業。

## 隣の駅
■蛇口線
香梅北駅 - 景田駅 - 蓮花西駅
■梅林線
香梅駅 - 景田駅 - 梅景駅